# Teddy Sheringham
Edward Paul Sheringham MBE (n. 2 aprilie 1966, Greater London, Anglia, Regatul Unit) este un fost fotbalist englez.
Sheringham a jucat pe postul de atacant, mai ales ca al doilea atacant, în 24 de ani de carieră. Sheringham a început cariera sa la Millwall, unde a marcat 93 de goluri între 1983 și 1991, și este al doilea cel mai bun marcator al clubului. Un an mai târziu, Sheringham asemnat cu Tottenham Hotspur. După cinci sezoane la Spurs, Sheringham s-a alăturat echipei Manchester United , unde a câștigat trei titluri, o Cupa FA, UEFA Champions League, o Cupa Intercontinentala si o FA Charity Shield. În 2001, el a fost numit atât Jucătorul Anului PFA și Fotbalistul FWA al Anului. Punctul culminant al carierei sale a venit atunci când el a marcat golul egalizator în Finala Ligii Campionilor din 1999 împotriva lui Bayern München.

## Legături externe
- Teddy Sheringham pe site-ul FIFA (arhivat)
- Teddy Sheringham la Soccerbase